# Rio Bahrin
O Rio Bahrin é um rio da Romênia afluente do rio Doamna, localizado no distrito de Neamţ.